# (19008) Kristibutler
(19008) Kristibutler est un astéroïde de la ceinture principale d'astéroïdes.

## Description
(19008) Kristibutler est un astéroïde de la ceinture principale d'astéroïdes. Il fut découvert le 2 septembre 2000 à Socorro (Nouveau-Mexique) par le projet LINEAR. Il présente une orbite caractérisée par un demi-grand axe de 2,91 UA, une excentricité de 0,05 et une inclinaison de 2,9° par rapport à l'écliptique.

## Compléments